# Болезнь Пелицеуса-Мерцбахера
Болезнь Пелицеуса-Мерцбахера (суданофильная лейкодистрофия,PMD) – это X-сцепленное рецессивное наследственное заболевание. Характеризуется замедлением и затем полной преждевременной остановкой миелинизации. Частота встречаемости 1:500 000 новорожденных. Заболевание названо в честь Фридриха Кристофа Пелицеуса (1851–1942), немецкого невролога, и Людвига Мерцбахера (1875–1942), итальянского невропатолога и психиатра.

## Причина
Эту форму лейкодистрофии вызывает мутация в гене PLP1. 
При рождении женщины получают две X-хромосомы, а мужчины — одну X и одну Y-хромосому. Если женщины наследуют измененный ген на одной из X-хромосом, другая X-хромосома способна компенсировать дефект. Однако, если мужчины наследуют дефектный ген, нет дополнительной X-хромосомы, чтобы противодействовать вызывающему болезнь измененному гену.
Еще одной характеристикой наследования, сцепленного с Х-хромосомой, является то, что отцы не могут передавать признаки, сцепленные с Х-хромосомой, своим сыновьям, однако женщина-носитель с одной измененной копией гена может передать его и, как правило, не будет испытывать никаких признаков и симптомов.
Однако некоторые женщины, являющиеся носителями  мутации PLP1, могут испытывать мышечную скованность и снижение интеллектуальной функции. Женщины с одной  мутацией PLP1  имеют повышенный риск прогрессирующего ухудшения когнитивных функций (деменция) в более позднем возрасте.

## Симптоматика
Пациенты с болезнью Пелицеуса-Мерцбахера обычно практически полностью заперты в своих телах. Находясь в ясном сознании, они не могут передвигаться самостоятельно, у них есть трудности с глотанием и иногда даже дыханием.

## Лечение
Специфического лечения нет. Качество жизни больных можно улучшить с помощью ухода, поддерживающей реабилитации, препаратов. Общение можно наладить с помощью альтернативной коммуникации. 